# Keeping the Faith
Keeping the Faith is een Amerikaanse romantische komedie uit 2000. De film was het regiedebuut van acteur Edward Norton en werd geschreven door diens vroegere schoolvriend op de Yale University, Stuart Blumberg.

## Verhaal
Jake Schram (Ben Stiller) en Brian Finn (Norton) zijn goed bevriend, ondanks dat Schram rabbijn is en Finn pastoor. Beide zijn modern in hun professionele bezigheden en niet bang om nieuwe, moderne methodes aan te grijpen om over hun levensovertuigingen te vertellen. Er ontstaan dilemma's voor de twee wanneer Anna Riley (Jenna Elfman) een oude bekende uit hun jeugd weer opduikt in hun levens. Niet alleen worden Schram en Finn allebei verliefd op haar, ze mogen ook allebei uit geloofsovertuiging eigenlijk geen romantische relatie met haar beginnen.

## Rolverdeling
| Acteur                | Personage            |
| --------------------- | -------------------- |
| Ben Stiller           | Jacob Schram         |
| Samuel R. Goldberg    | Jacob Schram         |
| Edward Norton         | Brian Kilkenney Finn |
| Michael Charles Roman | Brian Kilkenney Finn |
| Jenna Elfman          | Anna Reilly          |
| Blythe Auffarth       | Anna Reilly          |
| Anne Bancroft         | Ruth Schram          |
| Miloš Forman          | Havel                |
| Eli Wallach           | Ben Lewis            |
| Holland Taylor        | Bonnie Rose          |
| Lisa Edelstein        | Ali Decker           |
| Rena Sofer            | Rachel Rose          |
| Bodhi Elfman          | Howard               |
| Brian George          | Paulie Chopra        |
| Ron Rifkin            | Larry Friedman       |
| David Wain            | Steve Posner         |
| Eugene Katz           | Mohel                |
| Ken Leung             | Don                  |
| Susie Essman          | Ellen Friedman       |
| Catherine Lloyd Burns | Debbie               |
| Craig Castaldo        | zichzelf             |
| Brian Anthony Wilson  | T-Bone               |

## Prijzen
- Street Award op het Street Film Festival van Milaan (Norton)
- Best Screenplay Award op het Tokyo International Film Festival (Blumberg)

## Trivia
- Regisseur Milos Forman heeft een cameo als Father Havel.
- Schrijver Blumberg heeft een cameo als Riley's collega Len. Er wordt ook naar hem verwezen in een scène op het vliegveld, waarin een limousinechauffeur een bord omhoog houdt dat aangeeft dat hij staat te wachten op 'S Blumberg'.
- Het personage Brian George (Paulie Chopra) zegt dat Riley op dertienjarige leeftijd iets weg had van Tatum O'Neal in de film Foxes. O'Neal zat daar echter niet in.